# Regimini ecclesiae universae

Wappen von Papst Paul VI.

Mit der Apostolischen Konstitution Regimini ecclesiae universae (lat. für Regierung der Gesamtkirche) vom 15. August 1967 hat Papst Paul VI. eine Umorganisation und Neuordnung für die Römische Kurie angeordnet. In Entsprechung, zu den Wünschen des Zweiten Vatikanischen Konzils, hatte Paul VI. umgehend die Neuordnung der Kurie verwirklicht und ergänzte sie durch zusätzliche Reformmaßnahmen.

## Die Römische Kurie
Zur Erfüllung seiner Aufgaben bedient sich der Papst verschiedener Behörden, auch Dikasterien genannt; sie tragen die Gesamtbezeichnung Römische Kurie. Die Gesamtheit dieser Behörden und Einrichtungen, die dem Papst bei der Ausübung seines obersten Hirtenamtes behilflich sind, nehmen die ihr übertragenen  Aufgaben im Namen des Papstes und in seiner Autorität wahr (can. 360 CIC).

## Einheitssekretariat
Das Konzilsdekret Christus Dominus, ist das Grundlagendokument zu dieser Apostolischen Konstitution und legt bezüglich der römischen Kurie in der Nummer 9 fest: 

„Bei der Ausübung der höchsten, vollen und unmittelbaren Gewalt über die Gesamtkirche bedient sich der Papst der Behörden der römischen Kurie. Diese versehen folglich ihr Amt in seinem Namen und mit seiner Vollmacht zum Wohle der Kirchen und als Dienst, den sie den geweihten Hirten leisten.“

  So sollte auch nach dem Konzil die Aufgabe des Einheitssekretariats (heute: Dikasterium zur Förderung der Einheit der Christen) bestehen bleiben und wird deshalb auch von Paul VI. weiter bestätigt. Dieser Rat soll, nach dem Willen des Papstes, die Einheit der Christen fördern und deshalb liegen die exakten Interpretation und Durchführungen katholischer Prinzipien des Ökumenismus in seiner Obhut. Hierzu gehört auch die Förderung von katholischen Gruppen, die sich um ökumenische Anliegen kümmern. Vor allem aber entsendet das Sekretariat katholische Beobachter zu christlichen Zusammenkünften und lädt fremde Beobachter zu katholischen Treffen ein.

## Umbenennung und Reformen bei Kongregationen

### Kongregation für die Ordensleute und Säkularinstitute
Die Aufgabe dieser vatikanische Zentralbehörde besteht in der Betreuung und Begleitung (Leitung, Disziplin und Studien) aller Männer- und Frauenorden, sowie Männer- und Frauenkongregationen, Säkularinstitute und Gesellschaften apostolischen Lebens. Mit der Apostolischen Konstitution Pastor Bonus erhielt sie 1988 ihren bis 2022 gültigen Namen „Kongregation für die Institute geweihten Lebens und für die Gesellschaften apostolischen Lebens“. Papst Johannes Paul II. hatte auf der Grundlage der Konstitution von Paul VI., im Jahr 1988, mit Pastor Bonus eine Neuregelungen der Römischen Kurie vorgenommen.

### Kongregation für das Katholische Bildungswesen
Die frühere „Kongregation für die Seminare und Universitäten“ erhielt den neuen Namen Kongregation für das Katholische Bildungswesen und wurde in drei Büros strukturiert. Bei dieser Neuordnung wurde auch das Büro für die Katholischen Schulen eingerichtet mit dem Zweck, die grundlegenden Prinzipien der Erziehung, vor allem in den Schulen, weiterzuentwickeln. Grundlage dieser Neuregelung war die Erklärung Gravissimum educationis des Zweiten Vatikanischen Konzils.

### Kongregation für den Klerus
Die frühere Bezeichnung „Kongregation für die Interpretation und Einhaltung des Trienter Konzils“ wurde mit dieser neuen Konstitution in Kongregation für den Klerus umbenannt.